# Радошковичи (станция)
Радошковичи (бел. Радашковічы) — железнодорожная станция в Минском районе. Расположена между остановочными пунктами Анусино и Вязынка.
Остановочный пункт расположен в посёлке Петришки. До посёлка Радошковичи ежедневно ходят автобусы. Сам посёлок находится в 9 километрах от станции.